# Pioneer Venus

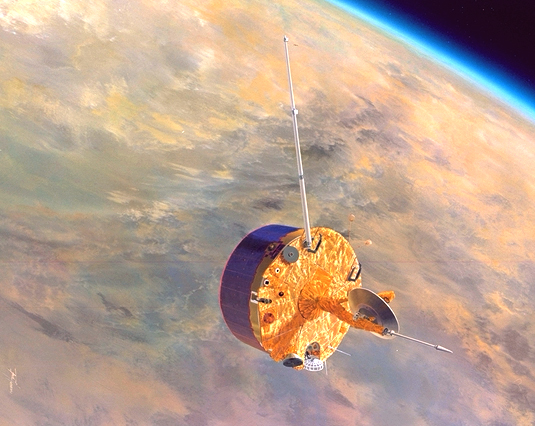
Pioneer Venus Orbiter.

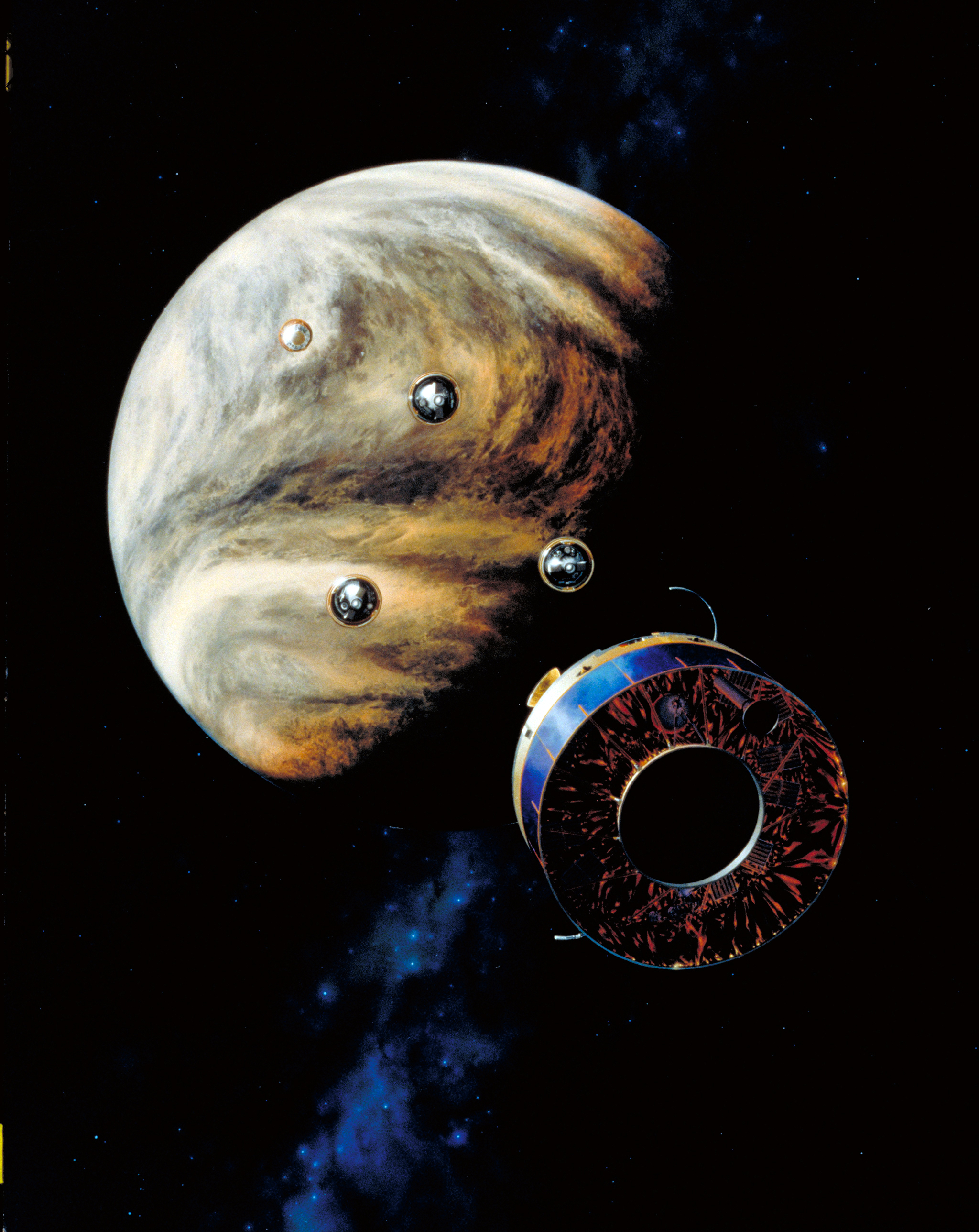
Pioneer Venus Multiprobe.

La misión Pioneer Venus consistió en dos sondas, lanzadas por separado al planeta Venus en 1978. La Pioneer Venus 1, Pioneer Venus Orbiter o Pioneer 12 estudió el planeta desde su órbita durante diez años. La sonda Pioneer Venus 2, Pioneer Venus Multiprobe o Pioneer 13 lanzó cuatro pequeñas sondas a través de la atmósfera venusiana. Ocasionalmente se las puede encontrar también referidas como Pioneer I y Pioneer J, respectivamente.

## Pioneer Venus Orbiter
- Fecha de lanzamiento: 20 de mayo de 1978 07:13 UTC
- Cohete: Atlas-Centaur
- Masa en órbita: 517 kg

La Pioneer Venus Orbiter, también llamada Pioneer 12, se insertó en una órbita elíptica alrededor de Venus el 4 de diciembre de 1978. El satélite era un cilindro de 2,5 m de diámetro y 1,2 m de alto. Todos los instrumentos y los subsistemas de la nave espacial estaban montados en el extremo delantero del cilindro, excepto el magnetómetro que estaba al final de un extensor de 4,7-m. Fue fabricada por la Hughes Aircraft Company.
La Pioneer Venus Orbiter llevaba 17 experimentos a bordo, con una masa total de 45 kg:
- Un fotopolarímetro para medir la distribución vertical de las nubes.

- Un radar de mapeado para determinar la topografía y las características de la superficie.

- Un radiómetro para medir las emisiones de infrarrojos de la atmósfera de Venus.

- Un espectrómetro para medir la luz ultravioleta.

- Un espectrómetro de masa neutra para determinar la composición de la atmósfera superior.

- Un analizador de plasma para medir propiedades del viento solar.

- Un magnetómetro para investigar el campo magnético en Venus.

- Un analizador del campo eléctrico para estudiar el viento solar y sus interacciones.

- Una sonda de temperatura de electrón para estudiar las propiedades térmicas de la ionosfera.

- Un espectrómetro de masa de ion para caracterizar la población de iones ionosférica.

- Un retardador de partículas cargadas para el análisis potencial de las partículas ionosféricas.

- Dos experimentos científicos de radio para determinar el campo de gravedad de Venus.

- Un experimento de ocultación de radio para caracterizar la atmósfera.

- Un experimento atmosférico de arrastre para estudiar la atmósfera superior.

- Un experimento de radio sobre la turbulencia del viento atmosférico y solar.

- Un detector de rayos gamma para registrar los eventos relacionados con rayos gamma.

## Pioneer Venus Multiprobe

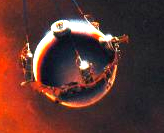
Visión artística de la Large Probe cayendo a través de la atmósfera de Venus.

- Fecha de lanzamiento: 8 de agosto de 1978 01:33 UTC
- Cohete: Atlas-Centaur
- Masa: 290 kg (soporte), 315 kg (sonda principal), 90 kg (sondas menores)

La Pioneer Venus Multiprobe, también llamada Pioneer 13, consistía en un soporte que transportaba una sonda principal y tres sondas menores, todas ellas destinadas a realizar pruebas atmosféricas. El soporte transportador (Bus) contaba también con dos experimentos a bordo.
La sonda principal, llamada Large Probe o Saunder Probe estaba equipada con 7 experimentos científicos. Era una pequeña esfera de 73,2 cm de diámetro (1,5 m con las cubiertas protectoras de las que se deshacía durante el descenso). Las tres sondas menores, todas ellas idénticas, eran pequeñas esferas que, con la cubierta protectora cónica de la que al contrario que la Large Probe no se desprendían, medían 80 cm de diámetro y portaban dos experimentos cada una y recibieron los nombres de North Probe, Day Probe y Night Probe.
| Objeto                      | Hora de entrada en la atmósfera | Hora de impacto en la superficie | Masa (kg) | Latitud           |
| Pioneer Venus (Bus)         | 20:21:52                        | ¿?                               | 290       | 37.9° S, 290.9° E |
| Pioneer Venus - Large Probe | 18:45:32                        | 19:39:53                         | 300       | 4.4° N, 304.0° E  |
| Pioneer Venus - North Probe | 18:49:40                        | 19:42:40                         | 90        | 59.3° N, 4.8° E   |
| Pioneer Venus - Day Probe   | 18:52:18                        | 19:47:59                         | 90        | 31.3° S, 317.0° E |
| Pioneer Venus - Night Probe | 18:56:13                        | 19:52:05                         | 90        | 28.7° S, 56.7° E  |

### Desarrollo de la misión
La sonda mayor fue desplegada el 16 de noviembre de 1978, y las tres pequeñas lo fueron el 20 de noviembre. Las cuatro sondas entraron en la atmósfera de Venus el 9 de diciembre, seguidas por el vehículo que las portaba. En el caso de la Large Probe, después de desacelerar durante la entrada atmosférica inicial hasta aproximadamente 11,5 km/s, cerca del ecuador, un paracaídas se desplegó a 47 km altitud, desprendiéndose de las cubiertas protectoras. Posteriormente, al encontrarse bajo la capa de nubes, soltó el paracaídas para acelerar el descenso. Las sondas menores no iban dotadas de paracaídas ni sistemas de deceleración, entrando en la atmósfera en caída libre.
Aunque no se esperaba que ninguna de las sondas sobreviviera al descenso, una de las sondas (la Day Probe) continuó operando hasta 45 minutos después de alcanzar la superficie. El vehículo orbitador de la Pioneer Venus fue insertado en una órbita elíptica alrededor de Venus el 4 de diciembre de 1978. En 1991 realizó mediciones conjuntas con la sonda Magallanes y funcionó hasta agotar su combustible de maniobra, momento en el que perdió su orientación. En agosto de 1992 entró en la atmósfera de Venus y fue destruida.